# Rhodeus shitaiensis
Rhodeus shitaiensis is een straalvinnige vissensoort uit de familie van de eigenlijke karpers (Cyprinidae). De wetenschappelijke naam van de soort is voor het eerst geldig gepubliceerd in 2011 door Li & Arai.